# USS Philadelphia (SSN-690)
USS Philadelphia (SSN-690) je bila jedrska jurišna podmornica razreda Los Angeles.

## Zgodovina
Gradnja podmornice se je začela 12. avgusta 1972 v ladjedelnici General Dynamics. Splovljena je bila 19. oktobra 1974 in je bila v uporabi do 25. junija 2010.

## Delovanje
Podmornica je bila v sestavi Atlantske flote VM ZDA z matičnim pristaniščem Groton.